# Furcraea foetida
A pita (Furcraea foetida), também conhecida pelos nomes de gravatá-açu e piteira, é uma planta da família das agaváceas.
Nativa de regiões tropicais da América, apresenta folhas mucronadas e flores branco-esverdeadas, com cheiro desagradável, em inflorescência gigantesca. É cultivada com fins ornamentais e para extração de fibras e de tanino.
A pita é utilizada por indígenas nativos da América para a produção de arcos de caça e pesca.